# هیرومی تسورو
هیرومی تسورو (انگلیسی: Hiromi Tsuru; ۲۹ مارس ۱۹۶۰ – ۱۶ نوامبر ۲۰۱۷) صداپیشه، بازیگر، بازیگر خردسال، و صداپیشه اهل ژاپن بود. وی بین سال‌های ۱۹۶۸ تا ۲۰۱۷ میلادی فعالیت می‌کرد.